# Robert A. Boyd
Cet article possède un paronyme, voir Robert Boyd.
Pour les articles homonymes, voir Boyd.
Robert Alfred Boyd (Sherbrooke, 21 juin 1918 – 6 novembre 2006) est un ingénieur et administrateur québécois impliqué pendant près de quatre décennies dans le développement de l'hydroélectricité au Québec.  Partisan de la francisation des activités de l'entreprise il devient contrôleur des opérateurs en 1947, ingénieur-surintendant en 1954, ingénieur en chef adjoint en 1958, ingénieur en chef en 1962. Promu directeur général, distribution et ventes, en 1963 puis, directeur général d'Hydro-Québec, en 1965 après la  deuxième nationalisation de l'électricité. Il participe activement aux pourparlers qui mèneront à la signature de l'achat à long terme de l'électricité de la centrale de Churchill Falls.
En tant que président de la Société d'énergie de la Baie James de 1972 à 1976 et de président-directeur général d'Hydro-Québec à compter de 1977, il a été directement responsable de la construction de la première phase du projet de la Baie-James, un complexe hydroélectrique de 10 282 MW sur la Grande Rivière, en Jamésie. Il quitte l'entreprise en 1981, au terme d'un différend qui l'oppose au gouvernement de René Lévesque sur le projet de loi 16, qui modifie le statut juridique de la grande société d'État québécoise.

## Biographie
Diplômé de l'École polytechnique de Montréal, ce fils de cheminot d'origine irlando-écossaise et d'une mère canadienne-française, devient en décembre 1944, le premier ingénieur francophone à être engagé par la nouvelle Commission hydroélectrique de Québec, créée quelques mois plus tôt dans la foulée de la nationalisation de la Montreal Light, Heat and Power. Il reste à l'emploi d'Hydro-Québec pendant 37 ans et gravit tous les échelons de l'entreprise publique.
Boyd commence sa carrière à Hydro-Québec au service responsable de l'exploitation du réseau où il se fait remarquer en tant que farouche partisan de la francisation des procédés et méthodes de l'entreprise, comme plusieurs de ses collègues ingénieurs francophones,. La version française de ses directives, qu'il traduisait de l'anglais le soir à la maison, était distribuée clandestinement aux employés des postes d'alimentation et couramment utilisée, au grand dam de certains de ses patrons.
L'arrivée au pouvoir du gouvernement Lesage et le projet de René Lévesque de nationaliser les producteurs privés d'électricité enthousiasme Boyd, qui se porte volontaire pour participer à un comité d'intégration des distributeurs privés et des coopératives d'électricité à Hydro-Québec, en tant qu'ingénieur en chef de la division de l'exploitation métropolitaine. En tant que directeur général de l'exploitation et des ventes (1963) puis directeur général d'Hydro-Québec, il jeta les bases de la nouvelle structure provinciale de la société aux responsabilités élargies qui a doublé de taille en quelques mois, tout en organisant une équipe de vente, afin d'écouler les grandes quantités d'électricité produites par les nouvelles centrales du complexe Manic-Outardes, qui commencent à entrer en service.
Après 25 ans de service au sein de l’entreprise, M. Boyd est nommé commissaire le 1er avril 1969. En tant que l'un des cinq membres de la Commission hydroélectrique de Québec, il a aussi dirigé les négociations qui ont mené, en 1969, à la signature de l'entente permettant la construction de la centrale de Churchill Falls au Labrador. L'entente, qui vient à échéance en 2041, garantit l'achat par Hydro-Québec de l'électricité produite au Labrador à des tarifs avantageux.
Boyd qui s'implique dans le dossier à compter de 1965, établit une « relation fructueuse » avec son homologue de la Churchill Falls (Labrador) Corporation Limited (CFLCo), Donald J. McParland, dont il apprécie « la franchise, la rigueur, la détermination et, surtout, le sens pratique ». Ensemble, McParland et Boyd aplanissent les difficultés au fur et à mesure qu'elles apparaissent, laissant aux avocats le soin de régler le contentieux au sujet des frontières du Labrador.

### Projet de la Baie-James
On associe principalement Robert A. Boyd au développement hydro-électrique de la Baie-James. À titre de directeur général et de membre de la Commission hydroélectrique de Québec depuis le 1er avril 1969, il est familier avec l'évolution des études d'avant-projet. Lors de la commission parlementaire du 16 décembre 1969, Boyd explique aux députés que seul le développement de la Baie James permettra de répondre à l'augmentation de la demande anticipée d'électricité de 10 000 MW d'ici la fin des années 1970,.
Le 1er août 1972 le commissaire Yvon DeGuise cède sa place à Robert Boyd au sein du conseil d'administration de la SEBJ. Un mois plus tard, Boyd est investi de la présidence de l'entreprise, devenue une filiale exclusive d'Hydro-Québec. Le premier souci de M. Boyd sera de mettre sur pied une équipe pour la réalisation des travaux de construction de l’aménagement hydroélectrique, car la responsabilité de ceux-ci est désormais entièrement confiée à la SEBJ. Le nouveau responsable explique que la gérance du projet ne sera pas cédée à des intérêts privés mais qu'elle sera « entièrement assumée par la Société d'énergie et l'Hydro-Québec ». Mais, précise-t-il, Hydro s'adjoindra des ressources externes, les firmes Lalonde, Valois, Lamarre, Valois et Associés Inc. et la filiale québécoise du groupe américain Bechtel.
Le 28 janvier 1975, devant l’Association des Rédacteurs de Devis du Canada, M. Boyd affirme que « l’option "Baie-James" représente elle aussi une solution inéluctable ». Selon lui, « en matière de développement territorial, le projet Baie-James revêt, à sa manière, autant d’importance que la construction des chemins de fer à une autre époque ».
Il prévoyait alors, à la pointe des travaux, soit vers 1978, qu’environ 10 000 travailleurs œuvreraient sur le site du complexe de la Baie James. Il y en aura finalement 18 000 à la pointe de 1978.
Pour M. Boyd, le projet Baie-James est alors la solution la plus rentable du point de vue des coûts, et la plus alléchante, du point de vue des retombées économiques pour le Québec.
Le projet est aussi vu comme le plus efficace, sur le plan de la conservation des ressources naturelles. En effet, dès le début des travaux, des ressources humaines et financières sont allouées à l’étude de la protection environnementale. Une direction de l’Environnement est mise sur pied. M. Boyd affirme en 1975 que : « l’objectif n’est pas d’altérer, si peu que ce soit, l’environnement, mais de faire en sorte que les changements apportés soient acceptables et même bénéfiques à l’environnement, si c’est possible ».

### Président d'Hydro-Québec
M. Boyd devient directeur général d'Hydro-Québec en 1965, avant d’être nommé commissaire en 1969.
Il devient le 6e président et directeur général d'Hydro-Québec, un poste qu'il occupera du 9 août 1977, jusqu'à sa retraite en 1981 en raison d'un conflit avec le gouvernement de René Lévesque sur la redéfinition de la mission de l'entreprise contenue dans un projet de loi.
Il succède à Roland Giroux lorsqu’il est nommé président et directeur général en 1977 par le premier ministre René Lévesque. Il cumule alors les fonctions de président d’Hydro-Québec et de la SEBJ.
Il est alors le premier président à être choisi parmi les employés de l’entreprise.
Il quitte ses fonctions le 15 décembre 1981 après 37 de carrière. Il dira alors partir « avec la satisfaction du devoir accompli ».

## Honneurs
- 1973 - Membre honoraire de l’ Institut canadien des ingénieurs[20];
- 1978 - Prix Mérite de l'Association des diplômés de l'École polytechnique de Montréal ;
- 1978 - Doctorat honorifique de l’Université de Montréal[21];
- 1981 - Construction Man of the Year, du magazine américain Engineering News[22] ;
- 1982 -  Officier de l'Ordre du Canada[23] ;
- 2001 -  Officier de l'Ordre national du Québec[24] ;
- 2006 - Prix honorifique de l’Association de l’industrie électrique du Québec[25].

## Toponymie
- Le parc Parc Robert-A.-Boyd, sur le site du campement d'exploration G-68, situé près de Radisson à la Baie James, a été nommé en son honneur en 2000.
- Une rue de Sherbrooke, la rue Robert-Boyd, a été nommée en son honneur, le 22 avril 2008[26].